# 艾德溫·阿登納
愛德溫·阿登納（Edwin Ardener, 1927–1987）是英國社會人類學家。他也由於對歷史研究的貢獻而聞名。在人類學當中，他的某些最重要 貢獻是對於性別研究，他在1975年的作品將女性描寫為在社會論述中「禁聲」。

阿登納畢業於倫敦政經學院，在艾德華·伊凡-普理查邀請下前往牛津大學擔任講師。
 他的民族誌研究專注於非洲，特別是喀麥隆。
他對於喀麥隆的貝克威里人（Bakweri）在十九世紀的歷史研究被認定是最可靠的。
阿登納對於人類學最有名貢獻之一是1975年的文章〈重新檢視「這個問題」〉（'"The Problem" revisited'），收錄在其妻雪莉·阿登納（Shirley Ardener）所編的《感知女性》（Perceiving women）一書。在這篇論文，他推進了一個理論，女性已成為一個「被禁聲的群體」，相對之下在社會論述之中未被人所聽見，這些女性的相對靜默也可被視為主控群體對她們聽而不聞。他找出人類學方法論的一個有問題的傾向，就是只有「對」男人說話，並討論「關於女性」的東西，因此在他們假定要觀察的這個人群當中，就至少忽略了其中一半。 阿登納診斷這個問題，認為這是因為民族誌研究方法由男性人類學家所設計與驗證，他們並未認識到自己忽略了什麼。

## 引用文獻
1. ↑  Callan, Hilary. . . September 2004. doi:10.1093/ref:odnb/74112.
2. 1 2 3  Austen, Ralph A. . Journal of African History. January 1998  [21 July 2009]. （原始内容存档于2012-10-19）.
3. ↑  . Anthrobase.com.   [21 July 2009]. （原始内容存档于2016-03-03）.
4. ↑  Chapman, Malcolm. . openDemocracy.org. 21 September 2007  [21 July 2009]. （原始内容存档于2009-08-30）.
5. ↑  Kehoe, Alice B. . Appalachian State University.   [21 July 2009]. （原始内容存档于2008年10月24日）.
6. 1 2  Spender, Dale. . Routledge. 1980: 77. ISBN 0-7100-0675-6.